# 土井共成
土井 共成（どい ともなり、1930年8月25日 - 2022年10月26日）は、讀賣テレビ放送（読売テレビ）顧問。静岡県出身。

## 学歴・職歴
- 東京大学文学部卒業。
- 1955年4月 読売新聞へ入社。経済局局長、編集局次長を歴任。
- 1978年 経済部長[1]。
- 1984年[1]4月1日 ラジオ、テレビ推進本部長。
- 1989年[1]4月1日 電波本部長。
- 1990年[1]6月1日 取締役。
- 1991年12月1日 大阪本社専務取締役[1]。
- 1992年6月 讀賣テレビ放送取締役[1]。
- 1994年6月 代表取締役副社長[1]。
- 1996年[1]6月21日 代表取締役社長。
- 2002年6月20日 代表取締役会長。
- 2003年10月14日 代表取締役会長兼社長（泉巌夫社長死去に伴う）。
- 2005年6月22日 代表取締役会長。
- 2009年6月18日 代表取締役最高顧問。
- 2011年6月17日 最高顧問。
- 2012年6月22日 顧問。
- 2022年10月26日 老衰のため死去[2]。

## テレビ

### ドラマ
- 『名探偵コナン10周年ドラマスペシャル｢工藤新一への挑戦状〜さよならまでの序章〜｣』：製作代表
- 『名探偵コナンドラマスペシャル｢工藤新一の復活! 〜黒の組織との対決〜｣』：製作代表

### アニメ
- 『名探偵コナン』：製作補→製作→製作代表
- 『金田一少年の事件簿』：製作
- 『金田一少年の事件簿 スペシャル』：製作代表
- 『CITY HUNTER ザ・シークレット・サービス」：製作補
- 『CITY HUNTER グッド・バイ・マイ・スイート・ハート」：製作
- 『CITY HUNTER 緊急生中継!? 凶悪犯冴羽獠の最期」：製作
- 『魔法騎士レイアース」：製作補
- 『出てこい!!ムーチャス」：製作補
- 『追跡・大震災 負けへんで!!」：製作補
- 『ストリートファイターII V」：製作補
- 『バケツでごはん」：製作補→製作
- 『ガンバリスト! 駿』：製作
- 『犬夜叉』：製作→製作代表
- 『ブラック・ジャック』：製作代表
- 『エンジェル・ハート』：製作代表
- 『ブラック・ジャック21』：製作代表
- 『結界師』：製作代表
- 『ヤッターマン』：製作代表

## 映画
- 『名探偵コナン 時計じかけの摩天楼』：製作
- 『名探偵コナン 14番目の標的』：製作
- 『名探偵コナン 世紀末の魔術師』：製作
- 『金田一少年の事件簿2 殺戮のディープブルー』：製作
- 『名探偵コナン 瞳の中の暗殺者』：製作
- 『名探偵コナン 天国へのカウントダウン』：製作
- 『犬夜叉 時代を越える想い』：製作
- 『名探偵コナン ベイカー街の亡霊』：製作
- 『犬夜叉 鏡の中の夢幻城』：製作代表
- 『名探偵コナン 迷宮の十字路』：製作代表
- 『犬夜叉 天下覇道の剣』：製作代表
- 『名探偵コナン 銀翼の奇術師』：製作代表
- 『犬夜叉 紅蓮の蓬莱島』：製作代表
- 『名探偵コナン 水平線上の陰謀』：製作代表
- 『映画 ブラック・ジャック ふたりの黒い医者』：製作代表
- 『Dr.ピノコの森の冒険』：製作代表
- 『名探偵コナン 探偵たちの鎮魂歌』：製作代表
- 『デスノート』：製作代表
- 『デスノート the Last name』：製作代表
- 『名探偵コナン 紺碧の棺』：製作代表
- 『L change the WorLd』：製作代表
- 『名探偵コナン 戦慄の楽譜』：製作代表